# Série Mundial de Rugby Sevens
A Série Mundial de Rugby Sevens é uma série anual de torneios internacionais de rugby sevens, organizados pela World Rugby, com equipes nacionais de sevens. A série, organizada pela primeira vez na temporada de 1999-2000, foi formada para desenvolver uma série de competição de elite entre as nações de rugby e desenvolver o jogo de sevens em um produto comercial viável para o World Rugby. A competição era originalmente conhecida como IRB World Sevens Series, mas atualmente é oficialmente conhecida como a Série Mundial de Rugby Sevens HSBC, que desde 2014, ano em que o banco HSBC passou a ser o patrocinador principal da competição.
O circuito da temporada consiste em 10 torneios que geralmente começam em novembro ou dezembro e duram até maio. Os locais são realizados em 10 países e visitam cinco dos seis continentes povoados. Os Emirados Árabes Unidos, África do Sul, Austrália, Nova Zelândia, Estados Unidos, Canadá, Hong Kong, Singapura, França e Inglaterra abrigam um único evento. Cada torneio tem 16 equipes - 15 equipes principais que participam em cada torneio e um qualificado regional.
As equipes competem pelo título da Série Mundial acumulando pontos com base em sua posição final em cada torneio. A equipe principal com menor colocação no final da temporada é descartada e substituída pelo vencedor do Sevens de Hong Kong. A Nova Zelândia dominou originalmente a Série, vencendo cada uma das seis primeiras temporadas entre 1999-2000 e 2004-2005, mas desde então, Fiji, África do Sul e Samoa conseguiram conquistar o título em temporadas seguintes. A Inglaterra e a Austrália se classificaram entre as três primeiras em várias ocasiões, mas nenhuma delas ganhou a série. A decisão do Comité Olímpico Internacional em 2009 de adicionar rugby sevens aos Jogos Olímpicos de Verão, a partir de 2016, deu um impulso ao rugby e à Série Mundial de Sevens; Este impulso levou ao aumento da exposição e das receitas, levando várias das equipes principais a trabalharem com equipes totalmente profissionais.

## História

### Sevens internacional
O primeiro torneio internacional de rugby sevens foi realizado em 1973 na Escócia, que celebrava um século da União Escocesa de Rugby. Sete equipes internacionais participaram, a Inglaterra derrotou a Irlanda por 22 a 18 na final e conquistou o troféu. O torneio anual de Sevens de Hong Kong começou em 1976, nas duas décadas seguintes, o número de competições internacionais de sevens aumentou. O mais notável foi a Copa do Mundo de Rugby Sevens, com a Escócia sendo a anfitriã do evento inaugural em 1993, juntamente com o rugby se juntando ao programa dos Jogos da Commonwealth em 1998.

### Primeiros anos da Série
A primeira temporada da Série Mundial foi a temporada de 1999-2000. No lançamento da série, o presidente do Conselho Internacional de Rugby, Vernon Pugh, descreveu a visão do IRB sobre o papel desta nova competição: "esta competição estabeleceu outro elemento importante na campanha do IRB para estabelecer o rugby como um esporte verdadeiramente global, com visibilidade generalizada e melhoria contínua dos padrões de excelência atlética". Nova Zelândia e Fiji dominaram a primeira Série, encontrando-se na final em oito dos dez torneios da temporada, e a Nova Zelândia venceu por pouco, ultrapassando Fiji ao vencer o último torneio da série.
A Nova Zelândia venceu as primeiras seis temporadas consecutivas de 1999-2000 a 2004-2005, liderada por jogadores como Karl Te Nana e Amasio Valence. O número de etapas da Série variou ao longo das temporadas, mas sofreu uma contração de 11 torneios em 2001-02 para 7 torneios em 2002-03 devido à recessão global. Na temporada 2005-06, Fiji conquistou o troféu da temporada na última etapa da temporada terminando à frente da Inglaterra. A Nova Zelândia recuperou o troféu na temporada 2006-2007 no último torneio da temporada.
A África do Sul foi a próxima equipe a vencer a série depois de levar para casa o título de 2008-09. Na temporada 2009-10, Samoa, que terminou em sétimo no ano anterior, levou o título - liderado por Mikaele Pesamino, melhor jogador de rugby sevens do mundo - ao vencer quatro dos últimos cinco torneios para superar a Nova Zelândia e vencer a Série.

### Era Olímpica e profissionalismo
A temporada de 2011-12 foi a última a ter 12 equipes principais, com a série 2012-13 sendo ampliada para 15 equipes com status principal. A qualificação para esses lugares foi disputada no Hong Kong Sevens de 2012. Canadá (retornando ao status principal pela primeira vez desde 2008), Espanha e Portugal se juntaram às 12 equipes principais para a próxima temporada. O evento do Japão também fez um retorno pela primeira vez desde 2001 (com duração até 2015). A Nova Zelândia continuou dominando a Série.
A Argentina estava originalmente planejada para começar a sediar um décimo evento com Mar Del Plata na temporada 2012–13, dando à turnê um evento em cada continente, mas quando a Argentina se juntou ao Rugby Championship, esses planos foram arquivados. Com o mesmo cronograma, a Nova Zelândia novamente foi a vencedora na África do Sul. Eles o fizeram novamente em 2013-14, com a Espanha sendo a primeira equipe a ser rebaixada após terminar em último nessa temporada, com o Japão substituindo-a.
Na temporada de 2014-15, as quatro melhores equipes garanteriam-se nas Olimpíadas de 2016, com Fiji, África do Sul, Nova Zelândia e Grã-Bretanha ocupando essas vagas. A temporada 2014–15 e a temporada 2015–16 foram vencidas por Fiji - a primeira vez que uma equipe que não a Nova Zelândia venceu os títulos consecutivos - liderada por Osea Kolinisau na temporada de 2015-2016. As duas temporadas também renderam equipes ganhando seus primeiros torneios - os Estados Unidos ganharam o Sevens de Londres de 2015 para terminar a temporada na sexta colocação geral. O Quénia venceu o Sevens de Singapura de 2016 e a Escócia venceu o Sevens de Londres de 2016. Antes da temporada 2015-16, o World Rugby fez uma revisão abrangente de todos os nove anfitriões do torneio e ajustou o cronograma, retirando dois sítios (Japão e Escócia) e adicionando três outros (França, Singapura e Canadá) ao calendário.
Na série 2016–17, uma exibição dominante e consistente da África do Sul fez com que eles chegassem às finais das séries em oito ocasiões, vencendo cinco delas. Como resultado, a África do Sul foi campeã da série com a vitória na penúltima etapa em Paris. A temporada foi uma das eliminatórias para a Copa do Mundo de 2018, com os quatro melhores times que ainda não haviam se classificado, vindos desta temporada. As equipes que conseguiram chegar à Copa do Mundo por esse método foram o Canadá, a Argentina, a Escócia e Samoa.

## Formato
As melhores seleções do mundo de sevens disputam 9 torneios em 5 continentes para definir o melhor time da temporada do sevens mundial.
Cada etapa é disputada geralmente em 2 dias em um final de semana.
Nova Zelândia e Fiji são tradicionalmente as seleções mais fortes do evento, apesar de atualmente algumas outras seleções tradicionais da Rugby Union também terem ganhado algumas etapas. O evento também é transmitido para mais de 130 países.

### Estrutura
As etapas consistem em 16 seleções (exceto o Hong Kong Sevens com 24 seleções), onde se formam 4 grupos com 4 seleções, posteriormente são disputadas quartas, semis e final.

#### Pontuação
| - 1º lugar (Cup Winner) - 22 pontos - 2º lugar - 19 pontos - 3º lugar - 17 pontos - 4º lugar - 15 pontos - 5º lugar (Plate Winner)- 13 pontos - 6º lugar - 12 pontos - 7º 8º lugar - 10 pontos - 9º lugar - 8 pontos - 10º lugar - 7 pontos - 11º 12° lugar - 5 pontos - 13º lugar - 3 pontos - 14º lugar - 2 pontos - 15º 16° lugar - 1 pontos | - 1º lugar (Cup Winner) - 30 pontos - 2º lugar - 25 pontos - 3º lugar - 20 pontos - 4º lugar - 20 pontos - 5º lugar (Plate Winner)- 15 pontos - 6º lugar - 10 pontos - 7º 8º lugar - 8 pontos - 9º lugar - 5 pontos |

### Países participantes
A partir da temporada 2012-13, a Série Mundial de Sevens contará com 15 seleções centrais, isto é, 15 seleções que participarão de todas as 9 etapas. Cada torneio contará apenas com 1 equipe convidada, vinda, em geral, dos torneios continentais.

Seleções centrais
| - África do Sul - Argentina - Austrália | - Canadá - Escócia - Espanha | - Estados Unidos - Fiji - França | - Inglaterra - Irlanda - Nova Zelândia | - País de Gales - Quénia - Samoa |

A seleção brasileira fez a sua estreia, como convidada, no USA Sevens de 2012.

### Temporadas
| Ano     | Etapas | Campeão       | Pts | Vice-campeão   | Pts | Terceiro      | Pts |
| ------- | ------ | ------------- | --- | -------------- | --- | ------------- | --- |
| 1999-00 | 10     | Nova Zelândia | 186 | Fiji           | 180 | Austrália     | 118 |
| 2000-01 | 9      | Nova Zelândia | 162 | Austrália      | 150 | Fiji          | 124 |
| 2001-02 | 11     | Nova Zelândia | 198 | África do Sul  | 136 | Inglaterra    | 126 |
| 2002-03 | 7      | Nova Zelândia | 112 | Inglaterra     | 108 | Fiji          | 94  |
| 2003-04 | 8      | Nova Zelândia | 128 | Inglaterra     | 122 | Argentina     | 98  |
| 2004-05 | 7      | Nova Zelândia | 116 | Fiji           | 88  | Inglaterra    | 86  |
| 2005-06 | 8      | Fiji          | 144 | Inglaterra     | 122 | África do Sul | 110 |
| 2006-07 | 8      | Nova Zelândia | 130 | Fiji           | 128 | Samoa         | 122 |
| 2007-08 | 8      | Nova Zelândia | 154 | África do Sul  | 106 | Samoa         | 100 |
| 2008-09 | 8      | África do Sul | 132 | Fiji           | 102 | Inglaterra    | 98  |
| 2009-10 | 8      | Samoa         | 164 | Nova Zelândia  | 149 | Austrália     | 122 |
| 2010-11 | 8      | Nova Zelândia | 166 | África do Sul  | 140 | Inglaterra    | 127 |
| 2011-12 | 9      | Nova Zelândia | 167 | Fiji           | 161 | Inglaterra    | 135 |
| 2012-13 | 9      | Nova Zelândia | 173 | África do Sul  | 132 | Fiji          | 121 |
| 2013-14 | 9      | Nova Zelândia | 180 | África do Sul  | 152 | Fiji          | 154 |
| 2014-15 | 9      | Nova Zelândia | 164 | África do Sul  | 154 | Fiji          | 152 |
| 2015-16 | 10     | Fiji          | 181 | África do Sul  | 171 | Nova Zelândia | 158 |
| 2016-17 | 10     | África do Sul | 192 | Inglaterra     | 164 | Nova Zelândia | 150 |
| 2017-18 | 10     | África do Sul | 182 | Fiji           | 180 | Nova Zelândia | 150 |
| 2018-19 | 10     | Fiji          | 186 | Estados Unidos | 177 | Nova Zelândia | 162 |